# Geant4
Pour les articles homonymes, voir Géant.

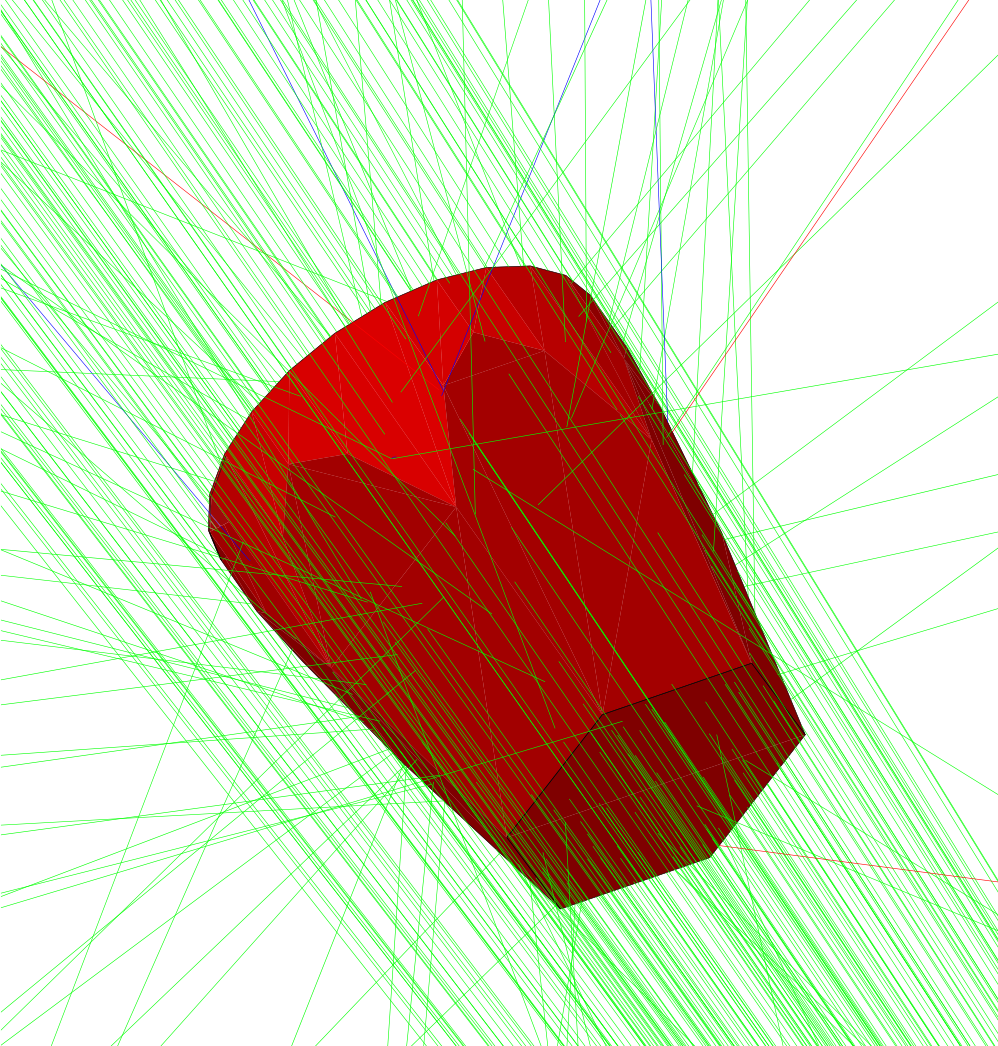
Visualisation d'une simulation. Le détecteur est en rouge et les rayonnements sont verts.

Geant4 (pour GEometry ANd Tracking) est un framework logiciel pour « la simulation du passage de particules à travers la matière » par la méthode de Monte-Carlo.  C'est le successeur de la série de logiciels GEANT développés par le CERN, et le premier outil de ce domaine à utiliser le langage de programmation C++ et une méthodologie de programmation orientée objet.  Le développement, la maintenance et le support des utilisateurs sont effectués par une collaboration internationale ((en) Geant4 Collaboration).  Les domaines d'application sont la physique des hautes énergies, la médecine, la physique des accélérateurs et l'astrophysique.
Geant4 et son code source sont librement accessibles sur le site web du projet; jusqu'à la version 8.1 il n'existait pas de licence spécifique pour son utilisation. Geant4 est maintenant fourni sous la licence Geant4 Software License .

## Fonctions de Geant4
Le framework Geant4 est composé de différents paquetages, qui permettent de définir tous les aspects de la simulation :
- Géometrie spécifie la disposition et les propriétés physiques de tous les éléments présents (détecteurs, absorbeurs, etc.).
- Tracking simule le passage des particules à travers la matière. Il prend en compte les interactions et les processus de désintégration radioactive possibles.
- Détection enregistre une particule quand elle entre dans le volume lié au détecteur et simule la réponse effective du détecteur.
- Run management enregistre les détails de chaque run, où un run est une collection d'évènements qui sont tous simulés dans des conditions identiques. Ce module permet de gérer le changement des conditions expérimentales d'un run à l'autre.
- Visualisation: Geant4 offre plusieurs options, notamment OpenGL, pour visualiser la géométrie d'une expérience et les trajectoires simulées.
- Une interface utilisateur basée sur tcsh est disponible. Elle permet de commander la simulation soit interactivement soit par un script. D'autres interfaces sont supportées par la plateforme, comme par exemple Qt ou Wt. Ces interfaces peuvent être étendues par l'utilisateur.
- Analysis permet d'exporter les résultats de simulation dans différents formats de fichier, dont le format ROOT largement utilisé par la communauté de physique des particules.

Depuis la version 10.00, Geant4 peut être multi-threadé. Chaque thread est dédié à la simulation d'un évènement. Quelques aspects de la géométrie notamment, mais aussi d'autres composants logiciels comme les tables de données utilisées pour les calculs des interactions, sont partagées en mémoire entre les différents threads.

## Expériences de physique des hautes énergies utilisant Geant4
- BaBar et GLAST au SLAC
- ATLAS, CMS et LHCb au LHC, CERN
- Borexino  au laboratoire du Gran Sasso
- MINOS au Fermilab
- EXO

## Autres applications de Geant4
- Applications spatiales  où il est utilisé pour étudier les interactions entre les différents rayonnements présents dans l'espace et les équipements spatiaux ou les passagers
- Applications en physique médicale, où est simulée l'interaction des rayonnements utilisées pour des traitements ou pour l'imagerie
- Applications en micro-électronique où les effets d'ionisations sur les composants électroniques (semi-conducteurs) sont modélisés
- Physique nucléaire